# Katedrála svatých apoštolů Petra a Pavla (Kaunas)
Katedrála svatých apoštolů Petra a Pavla (litevsky Kauno Šv. apaštalų Petro ir Povilo arkikatedra bazilika) je gotická katedrála v Kaunasu v Litvě nedaleko hlavního Radničního náměstí (litevsky Kauno Rotušės Aikštė). Od roku 1992 je kulturní památkou Litvy.

## Historie
Roku 1387 přijal litevský velkokníže Vladislav II. Jagello křesťanství. Kostel je poprvé zmíněný v roce 1413. V 15. a 16. století byl kostel několikrát opravován. Roku 1655 během Rusko-polské války (1654–1667) do Kaunasu vtrhli Rusové a město vypálili. Dřevěné konstrukce kostela byly zničeny. Roku 1671 byl kostel opraven. Současná podoba je výsledkem rekonstrukce z roku 1800. Roku 1926 byla zřízena Arcidiecéze kaunaská, tudíž se kostel stal katedrálou.

## Popis
Katedrála v Kaunasu je největším kostelem v Litvě, měří na délku 84 metrů, 34 metrů na šířku a 28 metrů na délku.
Kostel je trojlodní a v gotickém slohu. Na východní straně se nachází presbytář, na severovýchodě sakristie a na jihovýchodě novogotická kaple. V jihozápadní části kostela se nachází 55 metrů vysoká renesanční věž. Na sakristii se nachází malby z 15. století. V kryptě kostela jsou pohřbeni biskupové Motiejus Valančius, Mečislovas Leonardas Paliulionis, Gasparas Cirtautas a Pranciškus Karevičius.

## Galerie
- Exteriér
- Vstupní portál
- Krypta
- Vnitřek od vchodu
- Strop
- Hlavní oltář
- Hlavní oltář
- Kaple nejsvětější svátosti